# 紀元前134年
紀元前134年（きげんぜん134ねん）は、ローマ暦の年である。

## 他の紀年法
- 干支 : 丁未
- 日本
  - 開化天皇24年
  - 皇紀527年
- 中国
  - 前漢 : 元光元年
- 朝鮮
  - 檀紀2200年
- 仏滅紀元 : 411年
- ユダヤ暦 : 3627年 - 3628年

## できごと

### ローマ
- カルタゴの征服者スキピオ・アエミリアヌスは、ヌマンティアを攻めるため、スペインの軍を指揮した。2万から4万の兵を集めた中には、ヌミディアのユグルタ配下の騎兵隊も含まれていた。包囲戦を得意とするスキピオは、ヌミディア包囲戦を始める前に、7つの要塞と1つの水路を建設した。街の周りの柵の長さは、町の外周の2倍以上に達した。また、小船を使ってドウロ川経由で物資を運ぶことができた。
- 執政官ガイウス・フルウィウス・フラックスは奴隷の反乱を受けた。4000人以上の奴隷はカンパニア州シヌエッサを破壊した。奴隷は、アッティカの銀鉱山とデロス島を制圧した。

### ユダヤ
- 前年に殺害された父シモンの後を継ぎ、ヨハネ・ヒルカノス1世がハスモン朝の君主になった。

### 天文学
- ヒッパルコスが春分点歳差を発見した。
- ヒッパルコスが星のカタログを作った。

## 誕生
- プブリウス・セルウィリウス・ウァティア：ローマの政治家（紀元前44年没）